# Harry Schulz

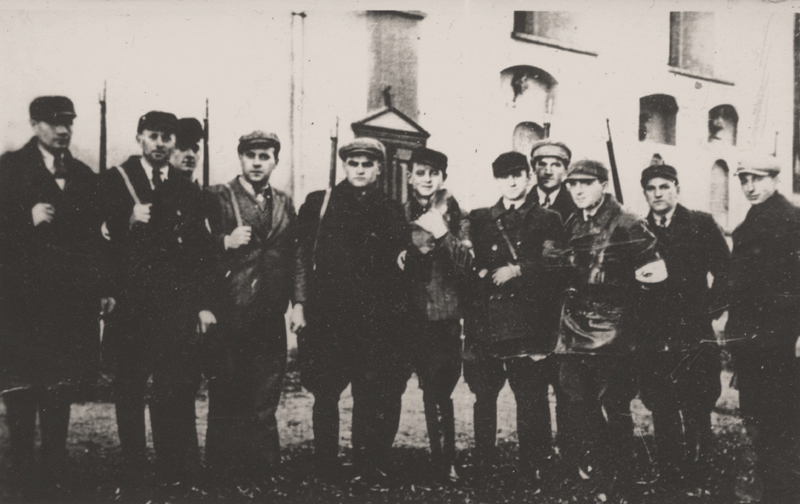
Członkowie łobżenickiego Selbstschutzu; piąty od lewej stoi Harry Schulz

Harry Schulz (ur. 20 kwietnia 1910 w Łodzi, zm. 22 lutego 1954) – volksdeutsch z Łobżenicy, zbrodniarz nazistowski. W pierwszych miesiącach niemieckiej okupacji Schulz pełnił funkcję zastępcy dowódcy łobżenickiej placówki paramilitarnego Selbstschutzu, będąc jednocześnie komendantem prowizorycznego obozu koncentracyjnego w Górce Klasztornej. Odpowiadał za śmierć około 200 mieszkańców powiatu wyrzyskiego. Za gwałty na Polkach i Żydówkach został skazany przez niemiecki sąd specjalny na karę 15 lat więzienia. W latach 1945–1953 ukrywał się w Polsce pod zmienionym nazwiskiem. Po przypadkowym rozpoznaniu został aresztowany, osądzony, skazany na śmierć i stracony.

## Przed wojną
Harry Schulz urodził się 20 kwietnia 1910 w Łodzi, w niemieckiej rodzinie wyznania ewangelickiego. Na kilka lat przed wybuchem II wojny światowej zamieszkał w Łobżenicy – mieście w powiecie wyrzyskim położonym w odległości około 5 kilometrów od ówczesnej granicy polsko-niemieckiej. Pracował tam jako księgowy w młynie należącym do niemieckiego właściciela ziemskiego, hrabiego Limburg-Striuma z Chlebna. Jednocześnie prowadził działalność szpiegowską na rzecz wywiadu nazistowskich Niemiec.
W sierpniu 1939 – w związku z ogłoszeniem przez polskie władze częściowej mobilizacji – Schulz podjął próbę ucieczki na terytorium III Rzeszy, chcąc uniknąć w ten sposób powołania do wojska. 24 sierpnia 1939 został schwytany przez polską straż graniczną podczas próby nielegalnego przekroczenia granicy. Dzięki znajomości z jednym z funkcjonariuszy został jednak wypuszczony na wolność, po czym wraz z hrabią Limburgiem schronił się po drugiej stronie granicy. Do Łobżenicy powrócił dopiero 2 września 1939, dzień po zajęciu miasta przez oddziały Wehrmachtu.

## W szeregach Selbstschutzu
Wkrótce po powrocie do Łobżenicy Schulz objął funkcję zastępcy komendanta tamtejszej placówki paramilitarnego Selbstschutzu, w skład którego wchodzili miejscowi Niemcy – przed wojną obywatele II RP. Schulz szybko dał się poznać jako jeden z najokrutniejszych i najbezwzględniejszych członków łobżenickiego Selbstschutzu. Wraz ze swym przełożonym, Hermannem Seehaverem, z upodobaniem katował i torturował Polaków więzionych w łobżenickim więzieniu. Brał udział w licznych egzekucjach przeprowadzanych na terenie aresztu lub w odludnych miejscach poza miastem. Dokonywał również gwałtów na przetrzymywanych w łobżenickim więzieniu kobietach. Dokonując tortur, mordów i gwałtów Schulz bardzo często znajdował się pod wpływem alkoholu.
23 października 1939 Schulz objął funkcję komendanta prowizorycznego („dzikiego”) obozu koncentracyjnego, urządzonego przez Selbstschutz na terenie klasztoru Zgromadzenia Misjonarzy Świętej Rodziny w Górce Klasztornej pod Łobżenicą. Początkowo w obozie przetrzymywani byli wyłącznie polscy księża katoliccy z powiatu wyrzyskiego (w tym 30 zamieszkujących na stałe klasztor księży i braci góreckich). W nocy z 11 na 12 listopada 48 duchownych rozstrzelano w Paterku pod Nakłem. Schulz osobiście kierował egzekucją. W „opróżnionym” w ten sposób klasztorze Selbstschutz uwięził następnie 36 Żydów przywiezionych z prowizorycznego obozu w Lipce (w tym kobiety, 90-letni starzec oraz co najmniej troje dzieci w wieku 5 – 7 lat) oraz 8 Polaków. Wieczorem 23 listopada 1939 pijani Selbstschutzmani dowodzeni przez Schulza zamordowali wszystkich więźniów, z wyjątkiem artysty Jana Topora, którego oszczędzono ze względu na jego umiejętności rzeźbiarskie. Egzekucja miała wyjątkowo okrutny przebieg. Wszystkich więźniów przed rozstrzelaniem ciężko pobito. Dziewczętom żydowskim (niektórym uprzednio zgwałconym) kazano przed śmiercią rozebrać się do naga i biegać po ogrodzie w świetle latarek, szczując je przy tym psami. Ponoć na krótko przed egzekucją jedna z żydowskich kobiet urodziła dziecko, które Schulz kazał zakopać żywcem w grobie. Polkę Annę Jaworską, uczestniczkę powstania wielkopolskiego, związano natomiast linami, które na rozkaz Schulza dwie grupy Żydów ciągnęły następnie w przeciwnych kierunkach tak długo, aż kobieta została rozerwana na pół.
Po rozwiązaniu Selbstschutzu (26 listopada 1939) i ustanowieniu normalnej administracji niemieckiej na zajętych terenach Pomorza Schulz nie otrzymał żadnego ważniejszego stanowiska w strukturach okupacyjnych. Złożył wniosek o przyjęcie do SS, który został jednak odrzucony. 21 lutego 1940 wziął ślub z miejscową Niemką Martą Gonschorek, która urodziła mu syna.

## Proces przed bydgoskim Sądem Specjalnym
W styczniu 1940 do prokuratury okręgowej w Bydgoszczy wpłynęło zawiadomienie złożone przez funkcjonariuszy żandarmerii z Łobżenicy, informujące o licznych przestępstwach Schulza, w tym dokonywanych przez niego gwałtach na polskich i żydowskich kobietach (co w świetle rasistowskiego prawodawstwa III Rzeszy stanowiło zbrodnię „pohańbienia rasy”). Waga zarzutów była tak duża, że władze niemieckie zdecydowały się wytoczyć Schulzowi proces przed Sądem Specjalnym w Bydgoszczy (Sondergericht Bromberg). Wszczęcie procesu i późniejszy wyrok skazujący były w dużej mierze efektem wysiłków niemieckiego prokuratora Tauschera, jednego z nielicznych pracowników bydgoskiej prokuratury charakteryzujących się względną uczciwością oraz ludzkim stosunkiem do Polaków. 6 marca 1940 Schulz został aresztowany. Zatrzymano go w rodzinnej Łodzi, gdzie próbował się ukryć przed nazistowskimi władzami.
Podczas rozprawy wyszło na jaw, że nawet miejscowi volksdeutsche byli wstrząśnięci postępowaniem Schulza (którego uważano powszechnie za awanturnika i degenerata), lecz przez długi czas byli zbyt zastraszeni przez Selbstschutz, aby odważyć się złożyć doniesienie do odpowiednich władz. Wyrok w procesie Schulza zapadł 18 lipca 1940. Za pięć udowodnionych gwałtów oskarżony został skazany na 15 lat ciężkiego więzienia oraz pozbawienie praw obywatelskich na 10 lat. Wyrok odbywał w więzieniu w Koronowie.

## Losy powojenne
Schulz wyszedł na wolność w 1945. Po zakończeniu wojny pozostał w Polsce i osiedlił się na Pomorzu Zachodnim. Ukrywał swoją prawdziwą tożsamość podając się za Henryka Szulca – Polaka wyznania rzymskokatolickiego. Jako były więzień Koronowa kreował się nawet na ofiarę nazizmu. Początkowo pracował w PGR w Łagiewnikach koło Łobza, a później jako zaopatrzeniowiec w wydziale zaopatrzenia i zbytu w Szczecinie. Ożenił się powtórnie (z Polką), a w 1950 urodził mu się drugi syn.
W październiku 1952 Schulz został przypadkowo rozpoznany przez Antoniego Warpińskiego z Kościerzynki pod Łobżenicą, który przebywał wówczas służbowo na Pomorzu Zachodnim. 3 marca 1953 został aresztowany. Wcześniej, przeczuwając prawdopodobnie zbliżające się zatrzymanie, próbował zmienić dane w swym dowodzie osobistym i podawać się za warszawiaka. Liczył bowiem, że w zniszczonej podczas wojny stolicy trudno będzie zweryfikować jego fałszywą tożsamość.
Schulz został uznany winnym zamordowania 186 mieszkańców powiatu wyrzyskiego. Wyrokiem Sądu Doraźnego w Bydgoszczy (na sesji wyjazdowej w Nakle) Schulz został 17 lipca 1953 skazany na karę śmierci. 1 grudnia 1953 Sąd Najwyższy w Warszawie zatwierdził ten wyrok. Schulz złożył apelację, która została jednak odrzucona. Został stracony przez powieszenie w dniu 22 lutego 1954.